# 國家恐怖主義
國家恐怖主義，由某個國家對其他國家，對外國國民或對自己國民進行的恐怖主義活動。
這是一個頗具爭議的詞彙，因為如何定義恐怖主義本身在學術上及政治上就充滿爭議，宣告某個國家涉及國家恐怖主義也涉及到國際政治上的各種外交判斷。

## 定义
“国家恐怖主义”并没有一个学术上或在国际上得到公认的官方定义。许多学者认为，由政府官方执行的行动可以被称作“国家恐怖主义”。比如说，使用“恐怖主义”来表示主要目的为引起恐慌的暴力行动。联合国曾在颁布的《关于“反人类和平安全犯罪”》的草案法典中，提出有关国际恐怖主义的定义。在法典的第4条“为政治目的，武装从一国领土入侵另一国领土”；第5条“由一国政府支持或执行造成另一国的内乱纠纷，或者该国当局对组织造成另一国的内乱纠纷予以容忍的”；第6条“由一国政府支持或执行的对另一国的恐怖活动，或者该国当局对组织造成另一国的恐怖活动予以容忍的”，这些都是有关恐怖主义的规定。草案法典的第6条也清楚描述了国家有可能采取恐怖主义行动。按此草案法典，国家可以被认为进行恐怖主义活动犯罪。

## 国际人道法与规制恐怖主义的法律体系的主要区别
国际人道法的一项基本原则就是参与武装冲突的人员在任何时候都必须区分平民和战斗员以及民用物体和军事目标。因此，国际人道法禁止故意或直接攻击平民或民用建筑，禁止不分皂白的攻击。使用人体盾牌或挟持人质的做法同样受到禁止。在暴力局势升级为武装冲突时，将此类行为称为“恐怖主义”并不会起到额外的作用，因为这类行为已经构成国际人道法定义的战争罪。
在国际人道法中，战争中的一些特定行为以及针对战斗员的攻击不受限制；而在针对恐怖主义的法规中已默认为恐怖分子的任何行为都受到严厉禁止。此外，在非国际性武装冲突中，如果将其人员称为“恐怖分子”，则可能抑制其遵守国际人道法。

## 对于国家恐怖主义的争议
在社会科学和哲学领域，针对“恐怖主义”的讨论大多是指非国家组织。
联合国反恐怖主义委员会主席表示，前12份关于恐怖主义的决议均未涉及国家恐怖主义，因为其并不是一个国际法律概念，且滥用职权的政府应当受到国际公约中有关战争罪的国际人权法、国际人道法的审判，而不是违反了国际反恐法规。同样，前任联合国秘书长安南表示“是时候停止对‘国家恐怖主义’的讨论了，国家的武力使用已经受到国际法的限制，而且不管政府间在恐怖主义的定义上有何不同，明确且得到我们一致认同的是任何针对无辜平民或非战斗员的故意袭击，不管其原因如何，都是不可接受且适用于恐怖主义定义的。”
布鲁斯·霍夫曼博士认为，无法分清国家和非国家暴力会导致忽略一个事实，即“这两种暴力间的本质不同”。霍夫曼表示，即使在战争中，也存在规约和被普遍接受的行为准则，即禁止使用一些特定武器和策略，以及袭击一些特定目标。比如，《日内瓦公约》和《海牙公约》规定，战争中禁止将平民作为人质，对平民或战俘进行报复，入侵中立领土等。霍夫曼表示，“即使是对发生在过去25年来的恐怖袭击做最粗略的回顾，我们也能看到恐怖分子已经违反了所有规定。”霍夫曼同样认为，当国家违反了这些规定时，应以“战争罪”论处。

## 各國行為

### 俄罗斯聯邦
俄罗斯在俄乌战争期间多次被指责对平民目标发动无差别袭击。被俄国袭击的平民目标包括儿童游乐设施、人行玻璃天桥、市中心的十字路口等等，還實施了布查大屠殺。相關行為被立陶宛、拉脫維亞、波蘭、愛沙尼亞、歐洲議會認定對烏克蘭人民執行種族滅絕而宣布俄羅斯為「恐怖主義國家」。

### 中华民国
1955年4月11日一名疑似被中華民國情报部门收买的机场清洁工将炸药安上周恩来的座机。飛機在接近印尼海岸時爆炸，機上共有19人，除3名機員生還外，11名乘客及5名機組人員罹難。由于周恩来臨時改变路线，幸免于难。事後中華民國政府先是否认与此炸毁民航客机的恐怖袭击有关，但隨著中華民國政府檔案的公開，事件最终真相大白。
國家恐怖主義與台灣白色恐怖的連結是國民黨政府結合特務單位與白色恐怖時期之適用法令，形成暴力工具，對其人民加之以迫害。主要壓迫的對象，1950年代是在台之共產黨分子，1960年代後是台獨分子，主要目的為維護蔣氏政權於台灣的統治。
1950至1955年间，國民黨政府在臺灣處死了4,000至5,000人，被称为「臺灣五零年代白色恐怖」。1960年執政當局將12萬6875人列為「行蹤不明」人口而予以撤籍。整个台灣戒嚴時期，官方最保守估計的無辜被害者約14萬人，受軍事審判的政治受難人在20萬人以上。

### 中华人民共和国
自2017年底以来，在中共中央总书记习近平下令打击恐怖主义和极端主义的政策和措施背景下，出现对中国共产党侵犯维吾尔族和其他主要以穆斯林为主社群人权的严重指控，引起了联合国人权办公室和联合国人权机制的注意，由此启动了相关调查。
联合国人权事务高级专员巴切莱特于2022年8月31日发布《新疆人权报告》，指中国以反击恐怖主义和极端主义为名严重侵犯新疆维吾尔族和穆斯林的人权。报告称在新疆发现一系列人权受到不当限制的情况，中国政府的行为可能构成国际罪行，特别是危害人类罪。
中華民國副總統蕭美琴去年3月以副總統當選人出訪捷克，結果車隊被一輛轎車追，差點釀成車禍，捷克軍事情報局證實，中方在蕭訪問行程中進行監視，整個行動還包括衝撞計畫，已構成對蕭的騷擾與恐嚇威脅。對此，對中政策跨國議會聯盟（IPAC）發表聲明，聲援蕭美琴副總統，並提到若該計劃得逞，將構成國家恐怖主義。

### 美國
有些学者指责美国参与了国家恐怖主义。按照他们的说法，美国用国家恐怖主义来保护资本主义精英的利益，美国还维持了一个从属国的新殖民主义体系，与地方精英一起通过恐怖主义来共同统治。這種觀點在专注于非国家型態的恐怖主义，以及独裁统治下的国家恐怖主义的主流恐怖主义学者中引發争议。
2013年7月，玻利维亚總統府的胡安·金塔纳部长在其专机被葡萄牙拒绝入境后谴责美国实施国家恐怖主义行动。玻利維亞看守政府在2009年對莫拉萊斯和其內閣部長金塔納提出這兩人從事恐怖主義的控告。
2020年1月，美军出动无人机在伊拉克首都巴格达国际机场外炸死苏莱曼尼和伊拉克民兵武装“人民动员组织”副指挥官阿布·迈赫迪·穆汉迪斯等人。伊朗认定美方袭杀苏莱曼尼违反国际法，是“典型的国家恐怖主义”“犯罪行为”。 伊朗最高國安委員會在聲明中說，這是為了回應美國將伊朗革命衛隊稱為“恐怖組織”。

### 緬甸聯邦共和國
緬甸國防軍被指對羅興亞人實行國家恐怖主義。

### 朝鲜民主主義人民共和國
北韓被联合国五大常任理事国指控有大量的集中营，以及对反对当局的国民实施种族灭绝，并且曾在过去绑架日本、中国大陆等地的人民，加上使用武装渔船非法入侵日本领海，并且曾在黄海、东海、鸭绿江袭击華人渔船，被认定为国家恐怖主义。

### 伊朗伊斯蘭共和國
伊朗伊斯蘭共和國被指控实施种族灭绝，并且被指控境内有大量针对基督徒、猶太人的集中营，被认定为国家恐怖主义。

### 纳粹德国
纳粹德国被指控实施种族灭绝，并且被指控境内有大量针对猶太人的集中营，被认定为国家恐怖主义。

### 阿富汗伊斯蘭酋長國
阿富汗伊斯蘭酋長國的塔利班政權被國際认定为恐怖主义。

### 敘利亞
敘利亞政府被美國指控為支持與恐怖組織合作的國家。

## 相關內容
- 政府犯罪
- 跨國威權主義
- 超限戰
- 关闭政策
- 中国大屠杀列表
  - 南京大屠杀
  - 六四事件
- 瑞安航空4978号班机事件 · 克什米尔公主号事件
- 支持恐怖主义的国家
  - 朝鲜绑架日本人问题